# Achatinina
Achatinina zijn een onderorde van weekdieren uit de klasse van de Gastropoda (slakken).

## Taxonomie
De volgende superfamilies zijn bij onderorde ingedeeld:
- Achatinoidea Swainson, 1840
- Streptaxoidea Gray, 1860